# さいたま市立大谷中学校
さいたま市立大谷中学校（さいたましりつ おおやちゅうがっこう）は、埼玉県さいたま市見沼区大字大谷にある公立中学校。

## 沿革
- 1982年（昭和57年）4月1日 - 開校。

## 部活動

### 運動部
- 野球部
- 陸上競技部
- サッカー部
- ソフトテニス部（男子・女子）
- バスケットボール部（男子・女子）
- 卓球部
- バレーボール部（男子・女子）
- 剣道部

### 文化部
- 吹奏楽部
- 演劇部
- 美術部

## 交通アクセス
- 東武野田線（東武アーバンパークライン）七里駅から徒歩15分。